# Miljana Kravić
Miljana Kravić (Beograd, 1980) srpska je glumica. Diplomirala juna 2002. godine predstavom Čehovljeve jednočinke (uloge: Nina i Julija), u klasi profesora Petra Banićevića i asistenta Olivere Viktorović na Akademiji umetnosti Beograd.

## Biografija
Rođena je 22. novembra 1980. godine u Beogradu, gde je završila osnovnu školu i XII beogradsku gimnaziju. Završila je poslediplomske studije na Fakultetu dramskih umetnosti u Beogradu, odsek teatrologija.
Od 1. septembra 2003. godine član je Narodnog pozorišta Kikinda, gde je debitovala ulogom Elize Dulitl u „Pigmalionu” Bernarda Šoa.
Kao student igrala na scenama Beogradskog dramskog pozorišta, KPGT-a, Pan teatra i Studentskog kulturnog centra.
Godine 2001. učestvovala na festivalu besedništva SIRMIUM LUX VERBI, a 2005. godine sa predstavom „Tekelija” Srpskog narodnog pozorišta učestvovala na festivalu Budva grad teatar, iste godine sa predstavom „Opštinsko dete” Narodnog Pozorišta Kikinda učestvovala na festivalu Nušićevi dani u Smederevu, i Festivalu Profesionalnih pozorišta Vojvodine u Zrenjaninu. Sa predstavom „Ti ludi tenori” svog matičnog pozorišta učestvovala na festivalu Dani komedije u Jagodini 2007. godine.
Kratkometražni film Vassilisa Blioumisa „Don’t leave me with strangers” u kome igra glavnu žensku ulogu, osvojio je nagradu za najbolji grčki kratkometražni film na festivalu „Naoussa International Short Film and Video Festival”, a predstava „Slavuj i kineski car” osvojila je nagradu za najbolju predstavu u celini na Festivalu profesionalnih pozorišta Vojvodine u Zrenjaninu, 2010. godine, u konkurenciji predstava za decu i mlade, drugu nagradu na XIX Kotorskom festivalu pozorišta za djecu, 2010. godine i grand prix na međunarodnom festivalu TIBA u Beogradu, 2011. godine
Godine 2007. vodila program dodele nagrada „Zlatni beočug” i 2017. godine vodila festival domaćih igranih serija FEDIS. Snimala je džinglove i reklame za radio Kikinda i radio Jagodina, preko 20 TV reklama i spotova i više sinhronizacija crtanih filmova (dugometražni animirani film Winks, Vanda i vanzemaljac, Um beli delfin, Maks i Rubi, itd.)
Miljana je udata i živi u Beogradu sa mužem i dva sina i ponekad koristi i prezime Marić

## Pozorišne predstave
| Godina | Predstava                       | Uloga                                            | Režija                | Pozorište                                                                           |
| ------ | ------------------------------- | ------------------------------------------------ | --------------------- | ----------------------------------------------------------------------------------- |
| 2018.  | Izbiračica                      | Milica Timić                                     | Jana Maričić          | Narodno pozorište Kikinda                                                           |
| 2018.  | Zaljubljena veštica             | Veštica i Lepa Dobrila                           | trupa Oktopus         | Akademija 28                                                                        |
| 2017.  | Smrt čoveka na Balkanu          | Doktorka                                         | Miroslav Momčilović   | Narodno pozorište Kikinda                                                           |
| 2016.  | Tajna Crne ruke                 | Danilo Ilić, sestra Ljuba Popović, Ajfelova kula | Ljubiša Ristić        | KPGT/SNP/Centar Sava                                                                |
| 2016.  | Srpska Lajka                    | novinarka Violeta Droplja                        | Marko Đurić           | tehničko-umetnička saradnja Narodnog pozorišta Kikinda i Narodnog pozorišta Beograd |
| 2015.  | Mrešćenje šarana                | Gospava                                          | Jovica Pavić          | Narodno pozorište Kikinda                                                           |
| 2013.  | Od Mrava Do Lava                | Bosiljka                                         | Nikola Zavišić        | Narodno pozorište Kikinda                                                           |
| 2011.  | Čarobne makaze                  | Sovana                                           | Jovan Caran           | Narodno pozorište Kikinda                                                           |
| 2010.  | Revizor                         | Marija Antonovna                                 | Ljuboslav Majera      | Narodno pozorište Kikinda                                                           |
| 2010.  | Čarobnjak iz Oza                | više uloga                                       | Miodrag Dinulović     | Narodno pozorište Kikinda                                                           |
| 2009.  | Slavuj i kineski car            | Ljubljena žena carska trideset i sedma           | Miodrag Dinulović     | Narodno pozorište Kikinda                                                           |
| 2009.  | Ženidba i udadba                | Kumača Persa                                     | Filip Grinvald        | Narodno pozorište Kikinda                                                           |
| 2008.  | Snežana u zemlji patuljaka      | Snežana                                          | Miodrag Milovanov     | Narodno pozorište Kikinda                                                           |
| 2007.  | Pop Ćira i Pop Spira            | Erža                                             | Predrag Stojmenović   | Narodno pozorište Kikinda                                                           |
| 2006.  | Ti ludi tenori                  | Dijana                                           | Jurij Rudolf          | Narodno pozorište Kikinda                                                           |
| 2006.  | Ivica i Marica                  | Marica                                           | Miodrag Milovanov     | Narodno pozorište Kikind                                                            |
| 2005.  | Velika auto trka                | Fedra                                            | Predrag Stojmenović   | Narodno pozorište Kikinda                                                           |
| 2005.  | Majstor za ono                  | Maca                                             | Bane Vidaković        | Pozorište Slavija                                                                   |
| 2004.  | Opštinsko dete                  | više uloga                                       | Boris Liješević       | Narodno pozorište Kikinda                                                           |
| 2004.  | Tekelija                        | sestra                                           | Dušan Petrović        | Srpsko narodno pozorište Novi Sad                                                   |
| 2004.  | Kako Banat kroz rodoljublje ide |                                                  | Radoslav Zlatan Dorić | Narodno pozorište Kikinda                                                           |
| 2003.  | Crk’o bez tog                   | Smilja                                           | Vladimir Lazić        | Narodno pozorište Kikinda                                                           |
| 2003.  | Kod večite slavine              | Magdalena                                        | Ivan Hansman Jesenski | Narodno pozorište Kikinda                                                           |
| 2003.  | Pigmalion                       | Dulitl                                           | Tibor Vajda           | Narodno pozorište Kikinda                                                           |
| 2002.  | Red Haring                      |                                                  | Nency Preblich        | Teatar SKC                                                                          |
| 2002.  | Čudesna šuma                    |                                                  |                       | PAN Teatar                                                                          |
| 2000.  | Otac Sam                        |                                                  | Ljubiša Ristić        | KPGT                                                                                |
| 1999.  | Ričard III                      |                                                  | Ljubiša Ristić        | KPGT                                                                                |
| 1999.  | Rodoljupci                      |                                                  | Gorčin Stojanović     | Beogradsko dramsko pozorište                                                        |

## Filmografija
| God.       | Naziv                           | Uloga                                  |
| ---------- | ------------------------------- | -------------------------------------- |
| 2000.-te   |                                 |                                        |
| 2000.      | Rat uživo                       | ilegalka                               |
| 2001.      | Munje!                          | šankerica                              |
| 2002.      | Porodično blago (TV serija)     |                                        |
| 2002.      | Nasa mala redakcija (TV serija) | Žana Tasić                             |
| 2002.      | Volim te najviše na svetu       | Zaprošena devojka                      |
| 2003.      | Najbolje godine (TV serija)     | Sekretarica                            |
| 2004.      | Sa Ti na Vi                     | Petra                                  |
| 2004.      | Jelena                          | mlada Jelena                           |
| 2005.      | Lele, bato (TV film)            | Bolničarka Branka                      |
| 2005.      | Scissors                        | Anna                                   |
| 2006.      | Mile protiv Tranzicije          | TV reporterka                          |
| 2006.      | Nitrat čorba                    | Katarina                               |
| 2006—2007. | Sve je za ljude (TV serija)     | Ivon                                   |
| 2007.      | Don’t leave me with strangers   | Miljana                                |
| 2007.      | Promeni me                      | pacijentkinja                          |
| 2008.      | Ranjeni orao                    | Slavka                                 |
| 2008.      | The Brothers Bloom              | građanka                               |
| 2009.      | Greh njene majke (TV serija)    | Bosiljka                               |
| 2010.-te   |                                 |                                        |
| 2010.      | 6 days dark                     | Renata                                 |
| 2013.      | Žene sa Dedinja                 | žena iz agencije za prodaju nekretnina |
| 2015.      | Urgentni centar                 | dr Ana Pejović                         |
| 2016.      | Vojna akademija 3               | matičarka                              |
| 2018.      | Jutro će promeniti sve          | astrolog Bojana                        |
| 2018.      | Istine i laži 2                 | direktorka prodaje                     |
| 2018.      | Mi smo videli leto              | Enina mama                             |
| 2018.      | Vojna akademija 4               | matičarka                              |
| 2019.      | Južni vetar                     | Spartina žena                          |
| 2020.-te   |                                 |                                        |
| 2021.      | Koleginice                      | Slavica                                |
| 2022.      | Igra sudbine 4                  | doktorka                               |

## Uloge u sinhronizacijama
| Godina | Naslov                                      | Uloga                                                    |
| ------ | ------------------------------------------- | -------------------------------------------------------- |
| 2009.  | Magija Vinks: Tajna izgubljenog kraljevstva | Flora, Marion, Loket                                     |
| 2014.  | Legenda o Kori                              | Vlasnica prodavnice, Starija žena na pijaci; Sena (S4E2) |

## Radio drame
| Godina | Naslov                                                  | Uloga        | Režija           | Radio          |
| ------ | ------------------------------------------------------- | ------------ | ---------------- | -------------- |
| 2003.  | Pigmalion                                               | Eliza Dulitl | Tibor Vajda      | Radio Novi Sad |
| 2007.  | Godišnjica                                              | Sonja        | Saša Latinović   | Radio Beograd  |
| 2007.  | Druga verzija                                           | Meri         | Saša Latinović   | Radio Beograd  |
| 2007.  | Prvi susret                                             | Dara         | Saša Latinović   | Radio Beograd  |
| 2008.  | Jeftino, ima dušu, živi pod vodom i počinje na slovo... | Buba         | Saša Latinović   | Radio Beograd  |
| 2008.  | Dugi život kralja Osvalda                               | Emilija      | Milan Jelić      | Radio Beograd  |
| 2009.  | Biti pozitivan                                          | Nina         | Vladimir Popović | Radio Beograd  |
| 2009.  | Moja malenkost i ja                                     | Verica       | Bojana Janković  | Radio Beograd  |
| 2009.  | Nemirna godina                                          | Gaga         | Zoran Rangelov   | Radio Beograd  |
| 2009.  | Bečki valcer                                            | Razredna     | Marica Vuletić   | Radio Beograd  |
| 2009.  | Pesnikinja i nečastivi                                  | Rođaka       | Zoran Rangelov   | Radio Beograd  |
| 2017.  | Šećer                                                   | Špela        | Milan Jelić      | Radio Beograd  |

## Spoljašnje veze
- Miljana Kravić na sajtu  (jezik: engleski)
- „Intervju:Svi bi trebali da negujemo kulturu”. Pravda. Приступљено 25. 3. 2019.